# Море (песня)
«Море» — макси-сингл «Музыкального коллектива Петра Налича».
На этом макси-сингле присутствуют 5 композиций. Из них 2 исполняются на русском языке, 2 — на английском, 1 — на французском.

## История создания
Композиция «Море», давшая название альбому, композиция «Sticky Lover», композиция «Il Pleut Toujours» были специально записаны в студии для этого релиза, композиция «Ты Пленила Меня Красотой» — это домашняя запись, выложенная раньше на официальном сайте коллектива, а композиция «Чмя» — это запись, сделанная на фестивале «Sfinks» в Антверпене.

По традиции, макси-сингл был целиком выложен на официальном сайте группы. Изначально «Море» появилось как приложение к журналу «TimeOut» А в конце сентября 2009 года релиз появился на полках магазинов.
Концерт, посвящённый выходу сингла, состоялся 4 сентября 2009 года в Саду Эрмитаж.

## Композиции
1. «Море» — 2:21
2. «Sticky Lover» — 1:31
3. «Il Pleut Toujours» — 2:23
4. «Ты пленила меня красотой» — 2:07
5. «Чмя» — 3:13